# Syndinium
A Syndinium tengeri planktonikus evezőlábú rákokat és sugárállatkákat fertőző parazita páncélos ostorosok nemzetsége. A feltehetően az I. és II. csoportbeli tengeri Alveolata-fajokat is tartalmazó Syndiniales típusnemzetsége. Életciklusa nem jól ismert a parazita és zoospóra-állapotokon túl.

## Történet
A Syndiniumot először Édouard Chatton francia biológus írta le 1910-ben a Földközi-tengerben élő Paracalanus parvus parazitájaként.
Első leírt faja a Syndinium turbo, mely továbbra is a legjobban tanulmányozott Syndinium-faj. Mivel 3 különböző zoospóra-morfológiája van, Chatton ezeket 3 különböző fajként írta le azonos gazdafajban. Ezt 2005-ben javították Skovgaard  et al., akik felfedezték, hogy a 3 zoospóra-morfológia genetikailag azonos.
A 20. században a kutatók számos evezőlábú rákban és sugárállatkában kimutattak Syndinium-fajokat a Clyde-tengertől Port Phillip Bayig.
A 2000-es években újból figyelmet kapott a metagenomikai technikák, például a környezeti szekvenálás fejlődése révén, melyek megszüntették a befogás és tenyésztés szükségességét. 2001-ben rRNS-sokszorosításos tengeriplankton-mintákkal fedezték fel a laboratóriumban nem tenyésztett I. és II. tengeri Alveolata-csoportokat. 2005-ben Skovgaard  et al. SSU rDNS-alapú filogenetika alapján a Syndiniophyceae csoportot a II. tengeri Alveolata-csoportba helyezték. 2008-ban megerősítették, hogy a MALV-I és -II a Syndiniales tagja, melybe a Syndinium is tartozik.

## Ökológia
Számos tengeri környezetben kimutatták északon és délen egyaránt. Tartományait növelheti a humán aktivitás, mivel megtalálhatónak bizonyult óceánjárók ballasztvizében az Atlanti-óceán mindkét felén.
Parazitaként planktonikus evezőlábú rákokat és sugárállatkákat fertőz. Fertőzése halálos, és a külső vázból gazdájuk belülről kifelé való elfogyasztása után sok mozgó zoospóra szabadul ki. A Syndinium-parazitizmus valószínűleg a gazda populációit szabályozza, és alkalmanként azok mortalitásának nagy részét adhatja. Mivel életciklusa nem teljesen ismert, nem parazita életszakaszai ökológiai szerepe ismeretlen.

## Életciklus
Teljes életciklusa nem ismert. A legjobban tanulmányozott szakasz a parazita rész. A gazda fertőzésekor plazmódiummá alakul, folyamatosan elfogyasztva a gazda szerveit, míg a plazmódium a külső váz teljes térfogatát eléri, megölve a gazdát a folyamat során.
A gazdából a 3 morfológiailag megkülönböztethető zoospóratípusból (makro-, mikro- és csőrös spóra) egy távozik.
A Syndinium életszakaszai a gazdából való távozás után nem jól ismertek. Az evezőlábú rákok fertőzésével vagy a zoospórák közti ivaros szaporodással való kísérletek eddig sikertelenek voltak.

### Makrospórák
Makrospórái 8–12 μm hosszúak, 5–8 μm szélesek, aszimmetrikus Gymnodiniumra hasonlítanak, és 2 ostoruk van, az elülső hosszabb a hátulsónál. Sejtjei közepes mértékű helyváltoztató mozgást végeznek, és 1–2 napig képesek túlélni a gazdából kilépve.

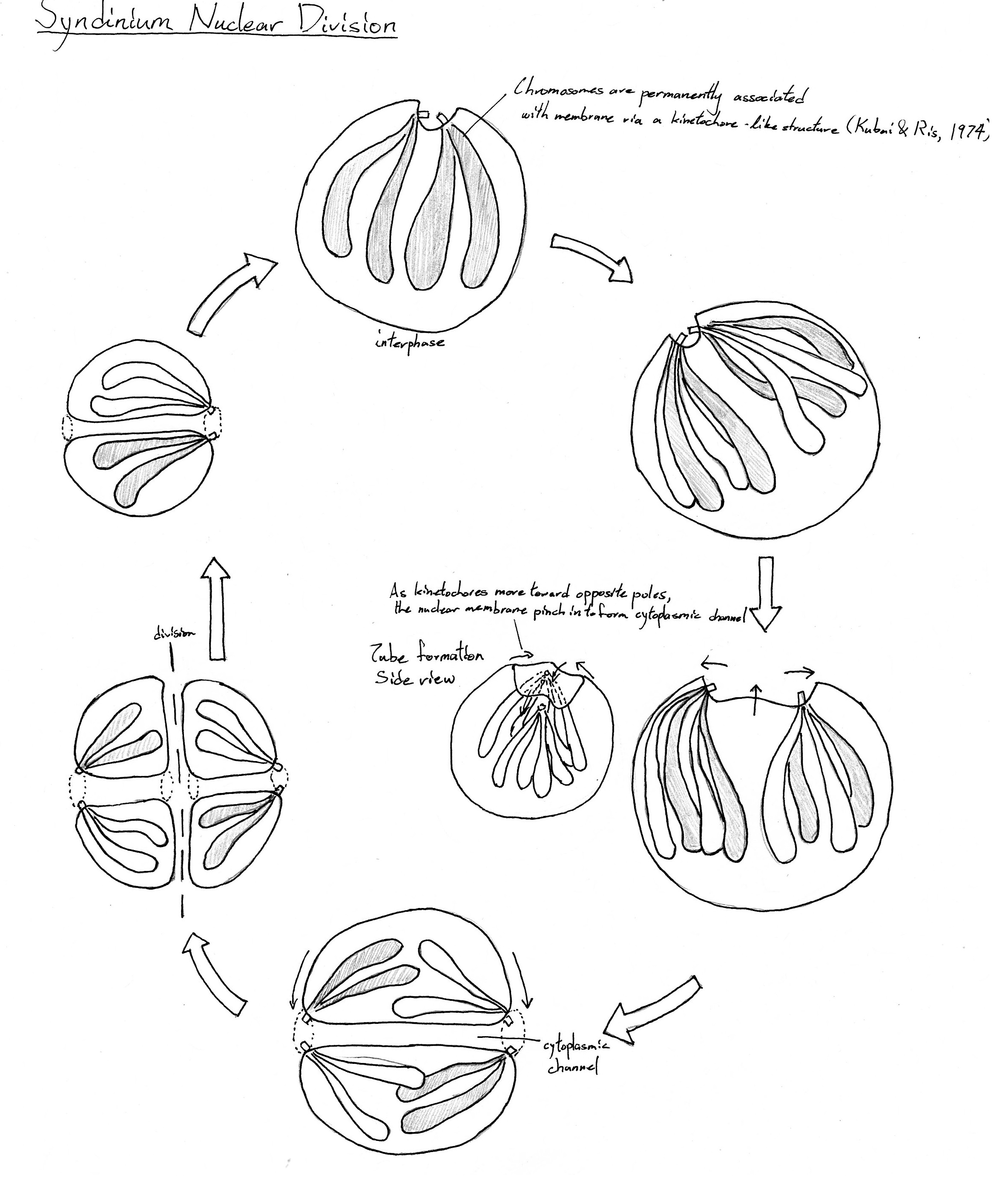
Syndinium-mitózis. A kromoszómamozgást a magon kívüli orsók szabályozzák.

### Mikrospórák
Mikrospórái 8–10 μm hosszúak, 2–4 μm szélesek, refraktilis testekkel elöl, és szintén 2 ostoruk van, az elülső hossza a sejttestének 3–4-szerese, a hátulsó hossza nagyjából a sejttestével azonos. A refraktilis testeket energiaforrásként használja. A mikrospórák aktívabbak a makrospóráknál, de 5–8 óra után elhalnak.

### Csőrös spóra
A csőrös spóra Oxyrrhis-sejtre hasonlít. Csepp alakú, elöl csőrszerű kiemelkedéssel. Elülső és hátulsó ostorai egyaránt a sejttestéhez hasonló hosszúak, és a transzverzális, illetve longitudinális mélyedésből indulnak. Több napig képesek túlélni a gazdán kívül.

### Mitózis
Más páncélos ostorosokkal szemben a Syndinium nem rendelkezik dinokarionnal vagy ennek megfelelő dinomitózissal. Ehelyett kevesebb nagyobb kromoszómája van a legtöbb páncélos ostorosnál – akár 4 is lehet az általában jellemző több mint 20-hoz képest. Magja a magmembránhoz kapcsolódó kinetochorokkal és a V alakú kromoszómák axiális mikrotubulusok általi szétválasztásával osztódik. E magosztódási módszert, bár nem ritka a páncélos ostorosokban, először a Syndiniumban tanulmányozták.

## Rendszertan
A nemzetség egyetlen ismert faja a Syndinium turbo.